# Ben Giauad
Ben Giauad (in arabo بن جواد‎?, Bin Jawwād, anche conosciuta come Uadi Ben Giauad, o Bin Jawād, Bin Quwad, Qaryat Wadi Bin Quwwad o Qaryat Wādī Bin Quwwād oppure Ben Jawad) è una città della Libia. Essa si trova nella municipalità di Sirte, a circa 150 chilometri ad est del capoluogo. La città, inoltre, si trova circa a metà strada tra Bengasi e Misurata e dista 20 km da al-Nawfaliya (a ovest) e 30 km da al-Sidr (a sud-est).
Durante la guerra civile libica del 2011 è stata un punto strategico per l'avanzata dei ribelli verso Sirte. Nel 27 marzo 2011 è stata conquistata dalle forze anti-Gheddafi, ma due giorni dopo è stata ricatturata dai lealisti, che hanno costretto i ribelli a ritirarsi verso Ras Lanuf..